# ピーター・フランクル
ピーター・フランクル（Péter Frankl, 1953年3月26日 - ）は、ハンガリー出身の数学者・大道芸人・タレント。本名はフランクル・ペーテル (ハンガリー語: Frankl Péter [ˈfrɒŋklˌpe̝ːter])。日本名は富蘭 平太（ふらん へいた）。国籍はハンガリーとフランス。ユダヤ系ハンガリー人である。ハンガリー科学アカデミー国外会員。ホリプロ所属。
算数オリンピック委員会専務理事、国際数学オリンピック・日本チームコーチ、東京大学非常勤講師、フランス国立科学研究センター教授。日本ジャグリング協会名誉理事。元早稲田大学理工学部客員教授。

## 来歴・人物
ハンガリーのショモジ県カポシュヴァール生まれ。自身が語る所によれば、18世紀にモラヴィアからハンガリーに移住して同化した家系だと言う。当時の歴史的には、ラビなどがモラヴィアからハンガリーに移住するということはよくあった。この時代のハンガリーとオーストリアでは、マリア・テレジアがバナートへのドイツ人の植民を指導したり、ヨーゼフ2世がユダヤ人のドイツ人との同権化への成功などの出来事が起きている。
両親はナチスの強制収容所体験者で、医師であった父・ヨージェフ（Frankl József [ˈfrɒŋklˌjoːʒɛf]、1908年10月24日 - 1994年1月5日）はホロコースト体験後に無神論者となり、母・ジュジャンナ（Frankl Zsuzsanna [ˈfrɒŋklˌʒuʒɒnnɒ]、1927年 - 2004年10月24日）も同化ユダヤ人（ハンガリー人）の意識が強いが、ピーター自身はユダヤ人意識が非常に強い(但しユダヤ教徒ではなく無神論者である)。そのため、第2次世界大戦でハンガリーに侵攻してきたソ連軍を多くのハンガリー国民が「占領者」と捉えるなか、フランクル自身はユダヤ人にとってソ連は「解放者」であったとしている。また、無神論の思想は両親から引き継いでおり、宗教的に物事を捉える人に対しては批判的である。
幼少の頃から数学に親しんでおり、ハンガリーのブダペストの国立エトヴェシュ・ロラーンド大学理学部で数学の博士号を取得し、数学に関して多くの優れた業績を上げた。エルデーシュ・パール (Erdős Pál [ˈɛrdøːʃˌpɑ̈ːl]) との共著論文が6篇あるエルデシュ数1の所有者である。
数学の博士号を取得後、多くの研究者がしていたように、兵役免除が認められるように様々な努力をしたものの、結局、25歳のときに6か月間、ハンガリー軍に徴兵された。その経験から、兵役に関して「毎日、穴ばかり掘らされていた」などと語ると共に、徴兵制に対する嫌悪感を表明しており、著書において「市民全体で国防のリスクを引受けるべきで、一部の男性にだけ兵役を押し付けるのではなく、核武装して市民社会全体でリスクを引き受ける方が民主的である」と一部の男性にだけ国防の義務を押し付ける徴兵制を批判しつつ、市民全体で国防リスクを背負う核武装を民主的であると肯定的に評価する発言も行っている。なお、日本国憲法では兵役の義務は無いが、日本社会が遅刻に厳しい点、新卒で就職した企業に嫌でもしがみつくしかない終身雇用の負の側面に関連して、「実際、日本人男性は一生涯軍隊に入っているようなものではないのか」と日本社会のあり方を批判している。また一方で、2012年2月に開催された東京都の「教育再生・東京円卓会議」においては、「だらしない人が多くて、そういう人を何とか形にするためには兵役は役に立っている」、「韓国の男性もそれによってかなりしっかりしている人が多い」などと韓国の兵役を例に出した上で、徴兵制に対して部分的に肯定する発言も行っている。
前述の通り、父親がユダヤ人として迫害を受け、全財産を没収されるなどの経験をしたため、彼の父親はピーターに「人間の財産は頭と心の中にあるものだけ」と常に語り聞かせた。こうした父親の影響からか、ピーター自身も「（今の）日本人は若いときにアルバイトや部活に時間を割きすぎ。もっと勉強して自分に価値をつけるべき。その方が将来もっといい条件で働けて、得られるものも多くなる」といった意見を、彼の著書(ピーター流外国語習得術)にて記載している。
この様な価値観から、学力が低いことを恥と感じていない、いわゆる「おバカタレント」がもてはやされている2010年代半ばのテレビ業界の現状に関しては、否定的な見解を示している。
20年以上、ホリプロスポーツ文化部（入った当時は文化部）に所属している。
1981年6月から1990年9月にかけて秋山仁と公私ともに親密な交友関係を持ち続けていたが、その後秋山から事実上決別されてしまったという(『僕が日本を選んだ理由—世界青春放浪記2』より)。しかし、2014年1月26日国技館で行われた大相撲初場所千秋楽で仲良く秋山仁と観戦する姿がNHKテレビに映った。
通常日本における活動の名義は片仮名表記の「ピーター・フランクル」だが、大道芸人としては上記の漢字表記の名前を使っている。これは、来日直後に日本の書道家に漢字で「富蘭玖瑠 平太(読みはふらんくる ぺーたー)」と書いてもらったものを気に入り、それを略したものである。また、それ以前にも中国人数学者に「方培徳」(拼音:Fāng Péidé)という当て字を考案してもらったことがある。

## 使う言語
母語のハンガリー語のほか、ドイツ語、ロシア語、スウェーデン語、フランス語、スペイン語、ポーランド語、英語、日本語、中国語、韓国語、タイ語の計12言語を大学で講義ができるレベルまで使いこなすことができ、加えてインドネシア語とチェコ語でも日常会話が可能である(『ピーター流外国語習得術』より)。数学関係のみならず、日本文化や教育、旅行、外国語習得術に関する著書を多く執筆している。
ただ、必ずしもネイティブな発音で話せるわけではなく、それが原因で苦労したこともあるという。本人曰く、「英語は小説や戯曲を読むなどして時間を投入したので自信はあるが、ネイティブな発音でないため、母語として話す人からはあまり相手にされない」とのことである。日本語についても特有の訛りはあるが、「勉強して一番得した」とのことである(『ピーター流わくわく旅行術』より)。反対に、スウェーデン語については使用機会が少ないことに加え、得られたものが少なかったことから「一番勉強しなくてもよかった言語」と述べている。
2010年にはフランス語の能力が買われ、大河ドラマの『龍馬伝』に出演している。

## ジャグリング
1973年に数学者でアメリカ数学会会長なども務めたロナルド・グラハムと出会ったことをきっかけにジャグリングを始める。グラハムはアクロバットが得意で、ピーターが初めて出会ったときも、逆立ちのまま挨拶し、直接ジャグリングの手ほどきもしてくれた。感激したピーターは｢自分もこんな面白い数学者になりたい」と思い、ジャグリングの練習を続けた。1978年にはハンガリーサーカス学校で舞台芸人の国家資格を取得し、大道芸人として技を披露している。東京大学のジャグリングサークル『マラバリスタ』を創設。日本ジャグリング協会の名誉理事も務める。

## 年譜
- 1971年 - 国際数学オリンピックにて金メダル獲得。同年、ブダペストのブダペスト大学（エトヴェシュ・ロラーンド大学）数学科に入学。
- 1975年 - パリ第7大学に国費留学。
- 1977年 - 数学博士号取得。
- 1978年 - ハンガリー・サーカス学校にて、ジャグラー免許取得。
- 1979年 - 共産主義政権を避けて母を残し、フランスに単身亡命。
- 1980～88年 - この間に、イギリス、西ドイツ、インド、アメリカ、スウェーデンなどに招かれ講演・研究を行うと同時に、各国の路上で大道芸を披露する。1982年には東京大学教授の伊理正夫の招待で初来日し、3か月ほど滞在する[6]。
- 1986年 - 国際数学者会議(Berkeley)で招待講演[7]（本格的な数学者でもある）。
- 1987年 - フランス国籍を取得。
- 1988年 - 日本に移住。
- 1991年頃 - NHKの番組企画で数十年ぶりに祖国ハンガリーに帰国し、母と再会を果たす。同番組内で冷戦後のハンガリーの様子もリポートする。
- 1992年頃 - CX系「たけし・逸見の平成教育委員会」にゲストとして数回出演。北野武に数学の面白さや様々な考え方を説き、感心される。
- 1998年 - ハンガリーの最高科学機関であるハンガリー学士院のメンバーに選出。

## 主な著書
- 『幾何学の散歩道―離散・組合せ幾何入門―』1991年（共立出版）、前原 濶との共著
- 『新装版･新ニッポン見聞録』1993年（WAVE出版）
- 『ピーター流外国語習得術』 1999年（岩波ジュニア新書）
- 『ピーター流らくらく学習術』 1997年（岩波ジュニア新書）
- 『ピーター・フランクルの諸国漫遊記』 1998年（増進会出版社）
- 『美しくて面白い日本語』 2002年（宝島社発行）
- 『世界青春放浪記—僕が11カ国語を話す理由(わけ)』　2002年（集英社文庫）
- 『ピーター・フランクルの頭の良くなる英語』 2002年（三省堂）
- 『ピーター流わくわく旅行術』 2002年（岩波ジュニア新書）
- 『僕が日本を選んだ理由—世界青春放浪記2』 2003年（集英社文庫）
- 『ピーター・フランクルと中学入試を楽しく解こう 』 2004年（東京出版）
- 『数学の愛し方』 2005年（日本放送出版協会）
- 『頭をよくする本 (新装版)  』 2007年（ＷＡＶＥ出版）
- 『ピーターからの挑戦状 中学入試の算数 ~論理思考が身につく~ 』 2008年（技術評論社）
- 『ピーター流生き方のすすめ』 2009年（岩波書店）

## 出演
- たけし･逸見の平成教育委員会（1991年秋 - 1993年春、フジテレビ）- 生徒役
- いのちの響
- マテマティカ
- 筋肉番付
- 英語でしゃべらナイト（2007年3月23日、NHK）
- クローズアップ現代
- 龍馬伝（2010年、NHK総合）- 駐日フランス公使・レオン・ロッシュ役
  - この番組では日本の公式の場で初めてフランス語を使用している。
- グ・ラ・メ!〜総理の料理番〜（2016年7月29日、テレビ朝日）- ジャン・ド・バルデュー役
- ネプリーグ（2017年10月2日[8]、2019年7月22日・2020年8月24日・2023年5月29日、フジテレビ）
- エール（2020年6月18・19日、NHK総合）- パリのカフェ店員・フィリップ役

## その他
- アルゴ(algo)
- トリンカ(Trinca)　算数オリンピック委員会、東京大学数学科学生有志との共同開発によるカードゲーム（発売:いずれも学研）。
アルゴとトリンカを収録したニンテンドーDS用ソフト『算数オリンピック委員会考案 数字で鍛える脳力トレーニング アルゴ&トリンカ』内には、解説役としてフランクルが登場する。
- アルゴクラブ